# Orthogrimmia donniana
Orthogrimmia donniana là một loài Rêu trong họ Grimmiaceae. Loài này được (Sm.) Ochyra & Żarnowiec mô tả khoa học đầu tiên năm 2003.